# Bob McEwen
Robert « Bob » McEwen, né le 12 janvier 1950 à Hillsboro (Ohio), est un lobbyiste et homme politique américain membre du Parti républicain. Élu à la Chambre des représentants de l'Ohio pour le 77e district de 1975 à 1980, il est ensuite congressman à la Chambre des représentants des États-Unis de 1981 à 1993 pour le 6e district de l'État. Conservateur, il s'oppose à l'avortement, à de hauts taux de taxation et au contrôle des armes à feu.

## Biographie
Bob McEwen perd de justesse l'élection générale de 1992 contre le démocrate Ted Strickland,. Après une course infructueuse dans le deuxième district adjacent en 1993, McEwen est largement absent de la scène politique de l'Ohio pendant une décennie. En 2005, il échoue lors de l'investiture républicaine pour le Congrès à l'élection spéciale du deuxième district pour remplacer Rob Portman, qui l'a battu en 1993. Il termine deuxième lors de l'élection générale, derrière Jean SchmidtJouissant de l'expérience de ses campagnes passées, il prend des positions anti-avortement, défend le deuxième amendement, et promet de baisser les impôts et les dépenses publiques. En 2006, il échoue de nouveau lors de l'investiture républicaine dans le deuxième district.